# Схід над Гангом
«Схід над Гангом» («Восход над Гангом») — радянський двосерійний художній фільм 1975 року, знятий режисером Латіфом Файзієвим на кіностудіях «Таджикфільм» і «Узбекфільм».

## Сюжет
Фільм знято на основі поеми «Від Гангу до Кремля» народного письменника Таджикистану Мірзо Турсун-заде. Про драматичну долю індійського раджі Чандра, котрий відстоював священне право індійського народу бути вільним.

## У ролях
- Віктор Соцкі-Войніческу — Чандр, раджа
- Д. Баронов — Мірсаїд
- Кеті Мірза — Бімола, кохана Чандра
- Сороджон Сабзалієва — Гульнор
- Валентина Титова — Мері
- Т. Гоур — Муну, двоюрідна сестра Чандра
- Мірче Соцкі-Войніческу — Камал, друг Чандра
- Алім Ходжаєв — Шондип, слуга Чандра
- Рашид Махмуд-заде — Аббас, керуючий Чандра
- Д. Уразова — Турамо, сестра Мірсаїда
- Назаршо Гульмамадов — Гафур, батько Гульнори
- Раджабалі Хусейнов — Бхатачарія, індус-емігрант
- Болот Бейшеналієв — Маматкул
- Любов Жолтікова — Наталка, перекладачка
- Аслі Бурханов — осавул-баші
- Хабібулло Абдуразаков — Асаншо
- Ігор Дмитрієв — Майклсон-молодший
- Олександр Барушной — Майклсон
- Тургун Азізов — емір Бухари
- Омір Нагієв — Нікхелеш
- Турахон Ахмадханов — епізод
- Фархад Амінов — епізод
- Микита Астахов — червоний командир
- Володимир Басов — білогвардієць
- Вікторія Духіна — епізод
- Зафар Джавадов — епізод
- Абдульхайр Касимов — епізод
- Павло Кашлаков — епізод
- Л. Латіфов — епізод
- Махамадалі Мухамадієв — епізод
- Володимир Наумець — червоний командир
- Тамара Логінова — епізод
- Іслам Саламов — епізод
- Володимир Ткалич — епізод
- Дільбар Умарова — епізод
- Нозукмо Шомансурова — епізод
- С. Шоназаров — епізод
- Мухаммад Халілов — епізод
- Айбарчин Бакірова — епізод
- Хайдар Біктимирів — епізод
- Євген Дубасов — епізод
- Ісфандієр Гулямов — гончар
- Уктам Лукманова — дружина бою
- Латиф Файзієв — епізод
- Фуркат Файзієв — епізод

## Знімальна група
- Режисер — Латіф Файзієв
- Сценаристи — Дмитро Булгаков, Мірзо Турсун-заде, Латіф Файзієв
- Оператор — Анвар Мансуров
- Композитор — Мухтар Ашрафі
- Художник — Володимир Артиков